# Lake Wilderness
Lake Wilderness – jednostka osadnicza w Stanach Zjednoczonych, w stanie Wirginia, w hrabstwie Spotsylvania.